# 孫虔
孫虔（3世紀—？），中國三國時代東吳末代皇帝孫皓的次子，寶鼎四年（269年）春正月，孫皓立孫虔為淮陽王，鳳凰二年（273年）秋九月，改封為魯王。天紀四年（280年）三月，孫皓率太子孫瑾、魯王孫虔等21人投降晉朝，東吳政權滅亡。晉武帝賜孫皓號為歸命侯，諸子為王者為郎中。